# Strážné
Strážné település Csehországban, Trutnovi járásban. Strážné Černý Důl, Dolní Dvůr, Vrchlabí, Špindlerův Mlýn és Pec pod Sněžkou településekkel határos. Lakosainak száma 224 fő (2024. január 1.).

## Népesség
A település lakosságának változását az alábbi diagram mutatja:
| Lakosok száma | 1804 | 1607 | 1233 | 176  | 124  | 184  | 215  | 226  | 178  | 224  |
|               | 1869 | 1900 | 1921 | 1961 | 1980 | 2011 | 2016 | 2019 | 2021 | 2024 |